# Conner Stroud
Conner Stroud (* 7. April 2000 in Rutherfordton, North Carolina) ist ein US-amerikanischer Rollstuhltennisspieler.

## Karriere
Conner Stroud wurde mit einem Proximalen Femurdefekt geboren, bei ihm fehlen Hüftgelenke, Oberschenkel, Knie und Knöchel. Im Alter von zwei Jahren wurden Teile seiner Füße amputiert, er lief mit Hilfe von Prothesen und bekam bereits mit vier Jahren Tennisunterricht von seinem Vater, einem ehemaligen College-Spieler. Mit 13 wechselte er schließlich zum Rollstuhltennis. Er spielt seit 2013 auf der ITF-Tour, im Januar 2018 erreichte er mit Platz zwei seine höchste Position in der Juniorenweltrangliste. Stroud konnte zahlreiche Turniere niedrigerer Kategorie im Einzel oder Doppel gewinnen, sein bevorzugter Belag ist Hartplatz. 2023 nahm er mit einer Wildcard an den Rollstuhlwettbewerben der US Open 2023 teil; dabei gelang es ihm nicht, eines seiner beiden Spiele – im Doppel traf er mit Daisuke Arai an – zu gewinnen.
Seit 2015 tritt Conner Stroud regelmäßig beim World Team Cup für die Vereinigten Staaten an, dabei spielte er bis 2017 bei den Junioren – in diesen drei Jahren konnte das US-amerikanische Nachwuchsteam jedes Mal den Wettbewerb gewinnen.
Bei den Parapanamerikanischen Spielen 2023 in Santiago de Chile schied er im Viertelfinale gegen den späteren Bronzemedaillengewinner Daniel Rodrigues aus, im Doppel verpasste er an der Seite von Casey Ratzlaff eine Medaille: Das Halbfinale verloren die US-Amerikaner gegen das brasilianische Doppel Daniel Rodrigues und Gustavo Carneiro Silva, im anschließenden Spiel um Platz drei unterlagen sie den Chilenen Alexander Cataldo und Brayan Tapia.
Conner Stroud konnte sich zweimal für Paralympische Spiele qualifizieren. 2021 in Tokio verlor er sein Auftaktmatch gegen den Niederländer Maikel Scheffers. Im Doppel gelangte er zusammen mit Casey Ratzlaff durch einen Dreisatzsieg gegen die Südafrikaner Leon Els und Evans Maripa in das Achtelfinale; dort setzten sich Daniel Caverzaschi und Martín de la Puente aus Spanien klar in zwei Sätzen durch. Bei den Spielen 2024 in Paris war für die beiden US-Amerikaner bereits in der ersten Runde Schluss, die Argentinier Gustavo Fernández und Ezequiel Casco waren nicht zu überwinden. Im Einzel kam Stroud durch einen Sieg gegen Jose Pablo Gil aus Costa Rica in die nächste Runde. Dort unterlag er dem Japaner Takashi Sanada in zwei Sätzen.